# Comune distrettuale di Prienai
Il comune distrettuale di Prienai è uno dei 60 comuni della Lituania, situato nella regione della Dzūkija/Sudovia.